# Dalmazio Cuttica
Dalmazio Cuttica (Sestri Levante, 29 novembre 1933 – Genova, 21 giugno 1998) è stato un calciatore italiano, di ruolo terzino sinistro.

## Carriera
Nato a Sestri Levante, giocò tre stagioni in Serie A con Verona e Genoa.

## Palmarès

### Club

#### Competizioni nazionali
- Serie C: 1

Modena: 1960-1961
- Nazionale under 21:Mondiale